# История моей глупости
«История моей глупости» (венг. Butaságom története) — художественный фильм венгерского режиссёра Мартона Келети в жанре кинокомедия, был снят в 1965 году.

## Сюжет
У актрисы Кати Кабок — один из важнейших дней в её жизни. Вечером она должна сыграть главную роль в спектакле — впервые в своей театральной карьере. Драматург Дьёрдь Форбат, друг мужа Кати — артиста-премьера Ласло Мереи, тайно влюблённый в Кати, написал эту пьесу специально для неё. В пьесе в весьма пародийной форме отражёны главные моменты её биографии, однако очаровательная глупышка Кати этого не понимает…
В течение кажущегося бесконечным дня, который должен завершиться премьерой, перед глазами Кати проходит вся её жизнь…
Вот она — юная и наивная девушка из рабочей семьи, мечтающая стать актрисой, — с треском проваливается при поступлении в театральный институт. Вот она едет домой к знаменитому актёру Ласло Мереи — члену приёмной комиссии института — с просьбой прослушать её ещё раз. И какой же вердикт Кати слышит? «Вы никогда не будете актрисой, вы будете только моей женой!»…
Вот она, прикинувшись серьёзно больной, удерживает Ласло от шага, который мог стоить ему карьеры, а то и жизни — выступления в поддержку Венгерского восстания 1956 года. В результате прокоммунистические власти поднимают его на щит как ведущего актёра театра социалистического реализма. Вот перед ней проходят эпизоды её дальнейшей счастливой семейной жизни…
Премьера пьесы проходит с оглушительным успехом. Но Ласло взбешён — он-то понял, что изобразил в своей пьесе Дьёрдь Форбат! К счастью, Кати этого не поняла — «моя глупость, верная испытанная подруга, снова выручила меня», говорит она за кадром — и её семейное счастье так и остаётся безоблачным и ничем не омрачённым…

## В ролях
- Ева Рутткаи — Каталина (Кати) Кабок
- Лайош Башти — Ласло Мереи
- Ласло Меншарош — Дьёрдь Форбат
- Ирина Петреску — Жаклин, французская актриса
- Маньи Кишш — тётя Гизи
- Зольтан Варконьи — «Профессор медицины» (актер, исполняющий эту роль в спектакле, где Кати играет главную роль)
- Янош Райз — Отец Кати
- Эржи Партош — Мать Кати

## Съёмочная группа
- Авторы сценария: Миклош Дьярфаш
- Режиссёр-постановщик: Мартон Келети
- Оператор-постановщик: Барнабаш Хедьи
- Композитор: Сабольч Феньеш
- Художник-постановщик: Ласло Дуба
- Оператор: Бела Эрси
- Звукооператор: Дьёрдь Пинтер
- Художник по костюмам: Терезия Д. Форго
- Художник-гримёр: Петер Иванича
- Художник-декоратор: Йожеф Сариц
- Фотограф: Тибор Инкей
- Монтаж: Михай Морелль
- Редактор: Ференц Катона
- Ассистент режиссёра: Эдит Виг
- Ассистент художника: Тибор Нелл
- Специальный консультант: Мирослав Микеш
- Заместитель директора: Иштван Бачкаи-Лауро
- Директор: Лайош Овари

## Технические данные
- Производство: Mafilm
- Художественный фильм, чёрно-белый, продолжительность 84 минуты.
- В советский прокат вышел в 1967 году.

## Дубляж
Фильм дублирован на киностудии им. М. Горького в 1966 году. 

Режиссёр дубляжа Г. Заргарьян, звукооператор Н. Бажанов.
В титрах «Роли исполняют и дублируют» указаны (с сохранением орфографии титров):
- Кати — Ева Рутткаи — М. Виноградова
- Ласло Мереи — Лайош Башти — В. Дружников
- Тетя Гизи — Мани Кишш — М. Гаврилко
- Форбат — Ласло Меншарош — А. Карапетян
- Врач — Золтан Варкони — К. Михайлов
- Жаклин — Ирина Петреску — Л. Румянцева

## Интересные факты
- В фильме довольно откровенно высмеиваются драматургия производственной и сельской тематики. Очевидно, в рамках венгерского «гуляш-социализма» границы свободы творчества были шире.
- Также в фильме присутствует и откровенно эротическая сцена погружения главной героини в ванну. Как ни странно, она была сохранена и в советском дубляже. Интересно, что в вышедшем всего годом позже польском фильме «Лекарство от любви» такая же сцена в советском дубляже была уже вырезана.